# McDonnell Douglas-BAe T-45 Goshawk
Il T-45 Goshawk è una versione altamente modificata dell'addestratore britannico BAe Hawk. Costruito dalla McDonnell Douglas (ora Boeing) e dalla British Aerospace (ora BAE Systems), il T-45 è usato dalla United States Navy come addestratore imbarcato.

## Versioni
T-45A
Versione biposto da addestramento basico ed avanzato per la US Navy.
T-45B
Versione non imbarcata proposta alla US Navy molto simile allo standard del BAe Hawk. La Navy ha abbandonato l'idea d'acquisto nel 1984 a favore degli aggiornamenti meno costosi del TA-4 e del T-2.
T-45C
Versione aggiornata del T-45A con avionica e cockpit rinnovati. Tutti i T-45A sono stati successivamente aggiornati a questo standard.

## Utilizzatori
Stati Uniti
- United States Navy

221 T-45A/C  ricevuti a partire dal 1991. 193 in servizio al maggio 2019, in quanto un esemplare è andato perso (dopo i due persi a gennaio ed ottobre 2017) nello stesso mese.